# Slottsbron
Slottsbron è un'area urbana della Svezia situata nel comune di Grums, contea di Västra Götaland.
La popolazione rilevata nel censimento 2010 era di 1 039 abitanti .